# Chief of Staff
Chief of Staff (보좌관?, BojwagwanLR, anche nota come Aide) è una serie televisiva sudcoreana del 2019 in due stagioni: la prima è stata trasmessa dal 14 giugno al 13 luglio, mentre la seconda dall'11 novembre al 10 dicembre.

## Trama
Il capo di gabinetto Jang Tae-joon lavora per il deputato Song Hee-seop e ambisce al potere. Ha una relazione segreta con la deputata Kang Seon-yeong. Il suo staff collabora per rendere giustizia nei palazzi del potere della Repubblica della Corea del Sud.

## Personaggi
- Jang Tae-joon, interpretato da Lee Jung-jae
È il capo di gabinetto dell'ufficio del deputato Song. Ha un rapporto speciale con la deputata Kang. Dalla seconda stagione è deputato dell’Assemblea Nazionale.
- Kang Seon-yeong, interpretata da Shin Min-a
È la portavoce del partito rivale di Song e collabora con il capo di gabinetto Jang.
- Yoon Hye-won, interpretata da Lee Elijah
È l'impiegata dell'ufficio di Song e collega di Jang ed è segretamente innamorata del capo di gabinetto.
- Han Do-kyeong, interpretato da Kim Dong-jun
È il tirocinante dell'ufficio del deputato Song.
- Lee Seong-min, interpretato da Jung Jin-young
È il deputato che cerca di svelare i giochi di potere all'interno della politica sudcoreana.
- Song Hee-seop, interpretato da Kim Kap-soo
È il deputato nonché datore di lavoro di Jang Tae-joon.
- Oh Won-sik, interpretato da Jung Woong-in
È il rivale di Jang Tae-joon.
- Jo Gap-yeong, interpretato da Kim Hong-pa
È uno dei deputati che aspira a una poltrona politica. Spesso è in contrasto con Jang e Kang.
- Kim Hyung-do, interpretato da Lee Chul-min
È il capo di gabinetto di Jo Gap-yeong.
- Go Seok-man, interpretato da Im Won-hee
È il capo di gabinetto di Kang Seon-yeong.